# Jo van Oosten Slingeland
Wilhemina Hendrika Johanna Andrea (Jo) van Oosten Slingeland (Schoonhoven, 6 oktober 1877 – Barneveld, 1 april 1945) was een Nederlands tekenaar en lithograaf.

## Leven en werk
Van Oosten Slingeland, lid van de familie Slingeland, was de tweede dochter van mr. Gabriël Leonard van Oosten Slingeland (1846-1906), advocaat en commissionair in effecten, en Claudine Jacoba Cambier van Nooten (1848-1924). Ze was een oudere nicht van de schilderes To van Oosten Slingeland (1887-1975)
Jo van Oosten Slingeland kreeg les van Agnieta Gijswijt, Charles Roskam en Maria Vos. Ze was lid van de kunstenaarsvereniging Artibus Sacrum in Arnhem, waar ze ook exposeerde. Enkele andere exposities waren de duo-exposities met Jan Schonk (1923) en haar nicht Mien Cambier van Nooten (1935). Eind 1922 maakte ze een verjaardagskalender voor Van Holkema & Warendorf.
Jo van Oosten Slingeland overleed op 67-jarige leeftijd, tijdens een verblijf in Barneveld. Ze werd in 1946 herbegraven op de Algemene Begraafplaats Zuid aan de Van Limburg Stirumweg in Oosterbeek. Een aantal van haar litho's is opgenomen in de collectie van het Rijksmuseum Amsterdam, waaronder twee uit de nalatenschap van haar lerares Gijswijt.

## Enkele werken

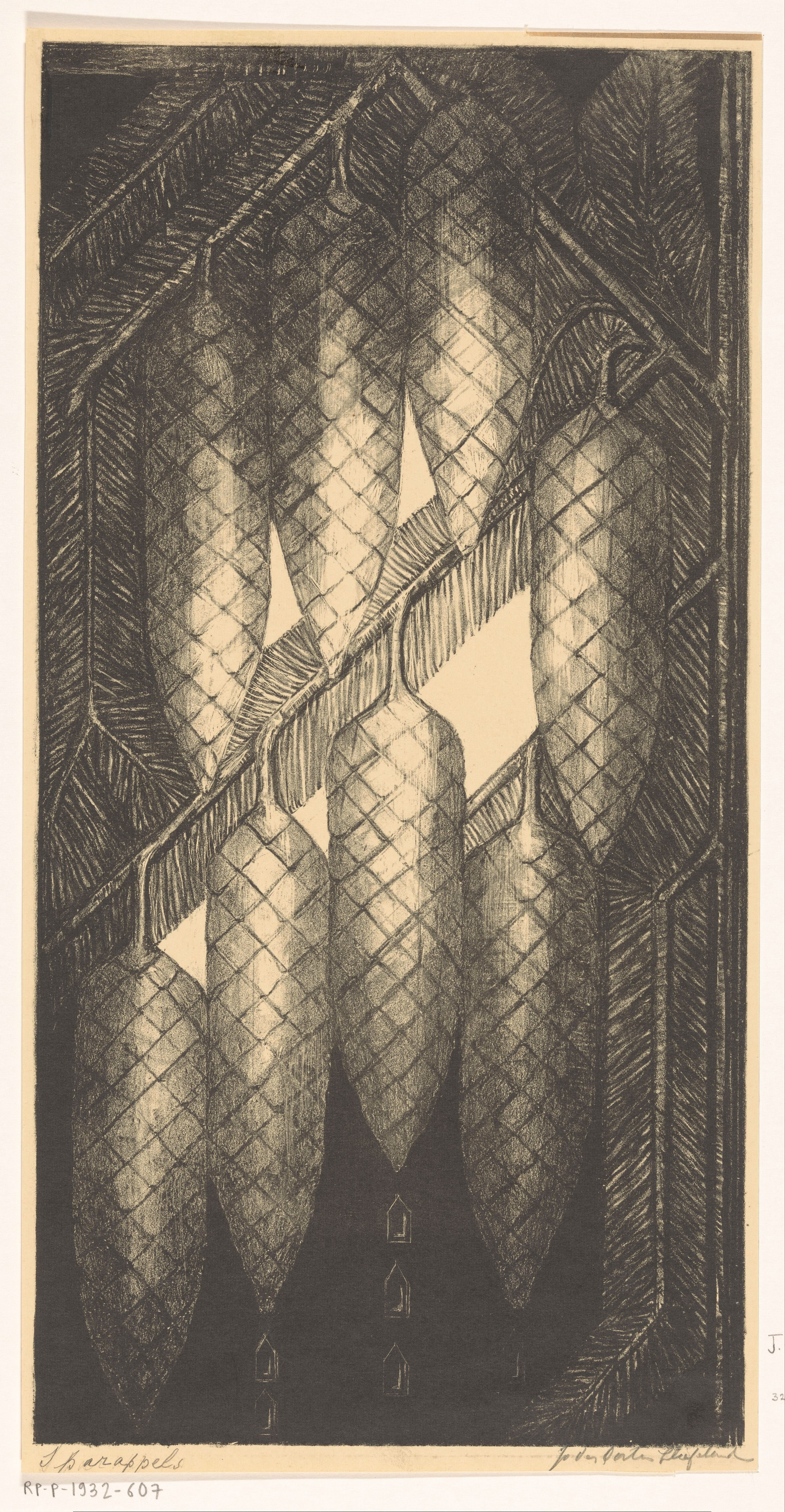
Sparappels
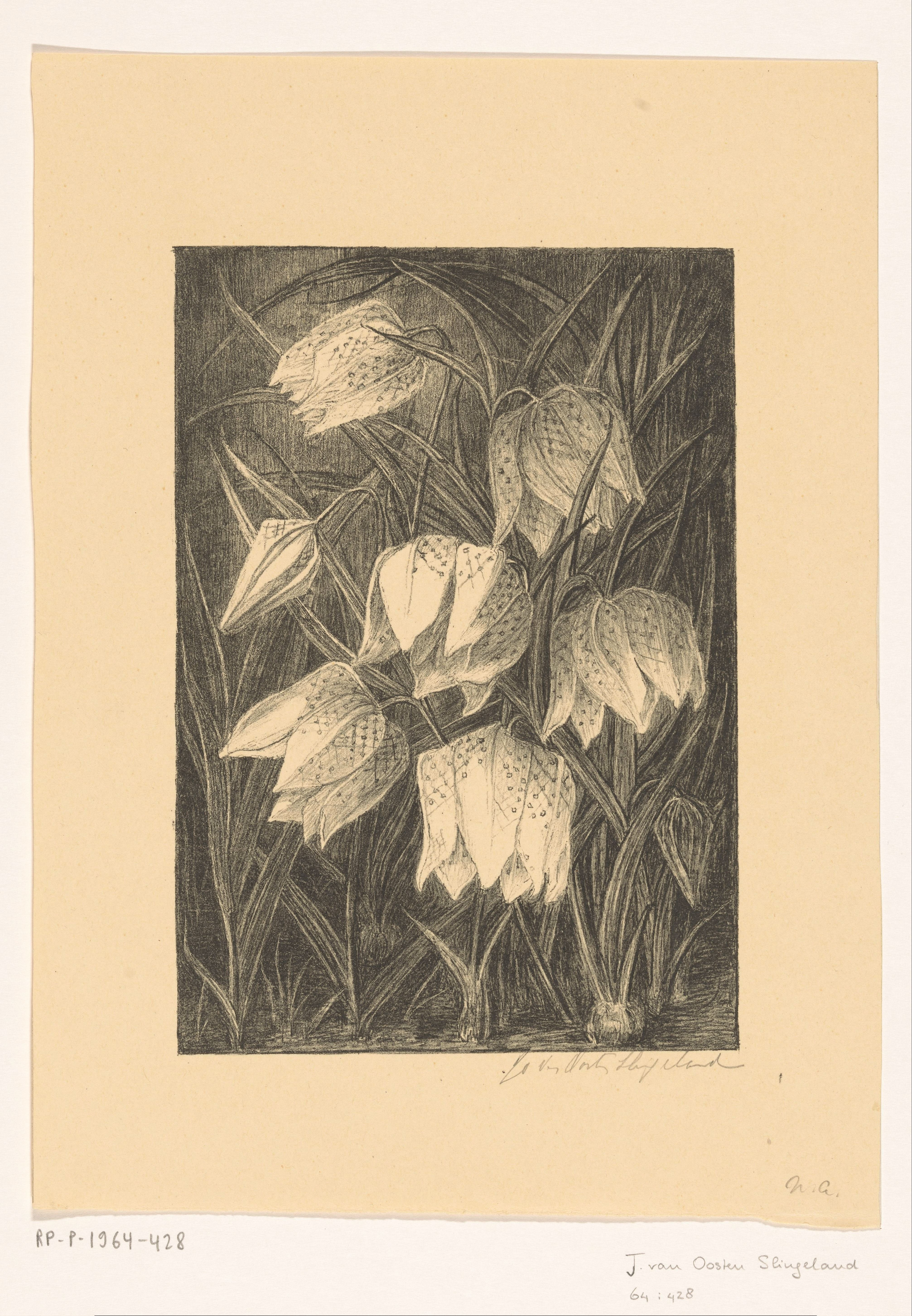
Kievietsbloemen
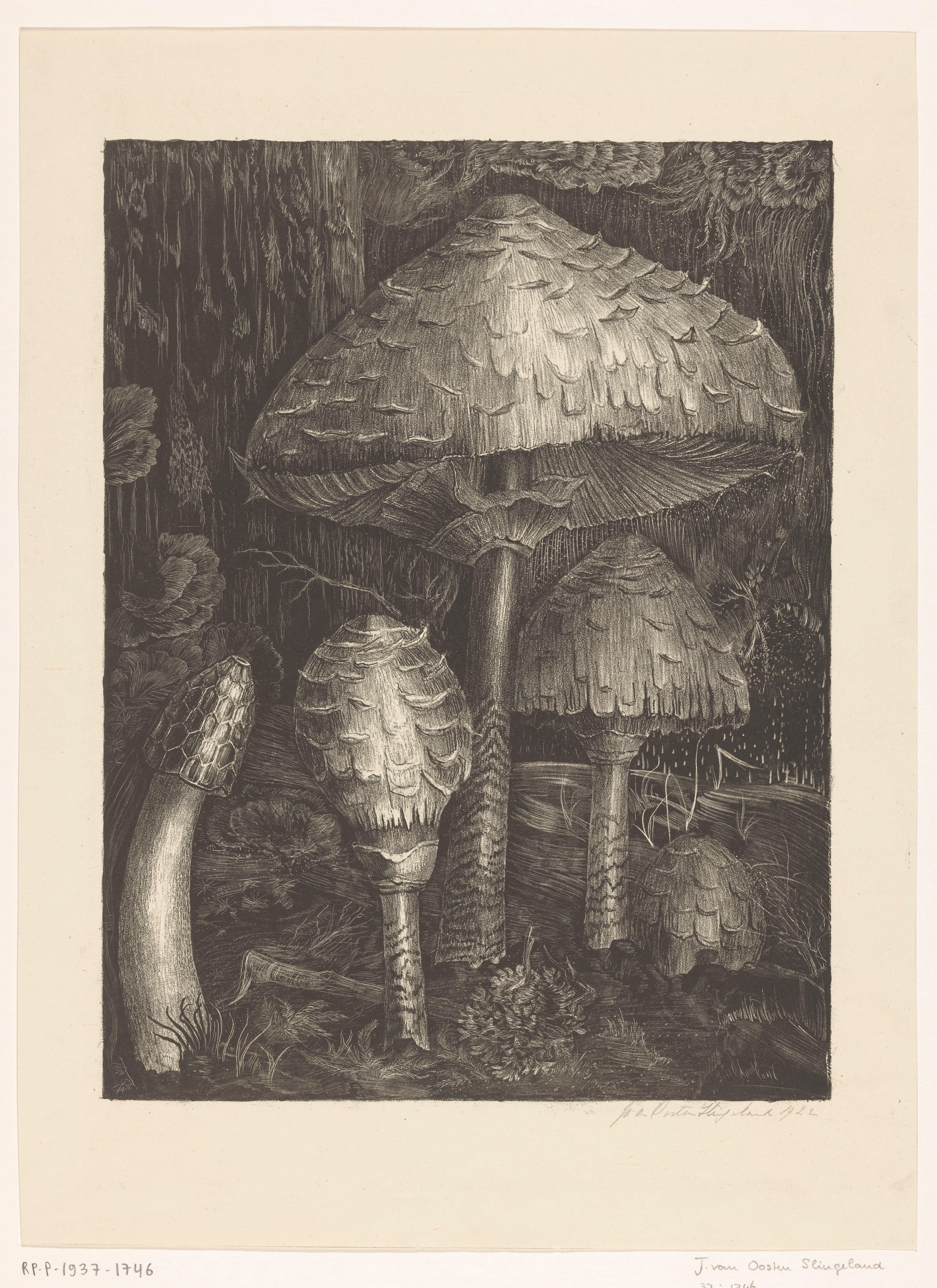
Paddenstoelen (1922)